# Eva Rey
Eva Rey Botana (San Sebastián, 18 de junio de 1977) es una presentadora española,  que actualmente reside entre Medellín y Bogotá, Colombia. Conocida por presentar la sección de Espectáculos en el noticiero CM& y por participar en Noticias RCN de Colombia.
Su carrera periodística inició en Londres cuando comenzó a trabajar con el periodista Yamid Amat, posteriormente se trasladó a Madrid y finalmente Yamit le propuso luego de un tiempo radicarse en Colombia. 
En su llegada al país comenzó a trabajar en Noticias CM& cubriendo temas de entretenimiento. Trabajó luego en NTN 24 y en Noticias RCN haciendo seguimiento a noticias internacionales y políticas.
Tuvo su propia sección política llamada Eva lo sabe y también ‘Sin evasivas’ en donde entrevistó a todos los candidatos políticos.
También hizo parte de un formato de reality llamado Colombia tiene talento en donde fue la presentadora. Posteriormente, sacó su propio programa de entrevistas junto a Alejandra Azcárate llamado "Descárate sin evadir", un programa sin filtro ni censura.
Su último proyecto es Desnúdate con Eva, que nació en el año 2022, tras su salida de RCN. Su propósito con este nuevo programa es divertirse y mostrar quien se esconde detrás de cada personaje.

## Trayectoria

### Televisión
| Año  | Programa                 | Rol                                           | Notas                                         |
| ---- | ------------------------ | --------------------------------------------- | --------------------------------------------- |
|      | Noticias CM&             | Presentadora de la sección de Entretenimiento |                                               |
|      | NTN 24                   | Presentadora del Informativo NTN 24           |                                               |
|      | Noticias RCN             | Presentadora de noticias Internacionales      |                                               |
|      | Colombia tiene Talento   | Presentadora de las galas                     |                                               |
|      | Descárate sin evadir     | Presentadora                                  | junto a Alejandra Azcárate                    |
| 2018 | Sin Evasivas con Eva Rey | Presentadora                                  |                                               |
| 2022 | Desnúdate Con Eva Rey    | Presentadora                                  | Programa de entrevistas a políticos y famosos |

### Redes sociales
- Desnúdate con Eva Rey (2022-)

### Libros
- Levantando Polvo... Editorial Círculo de Editores

### Radio
- Radio Euskadi- Corresponsal
- W Radio Colombia -  Presentadora
- W Radio España -  Corresponsal